# نولة
نولة قرية سوريّة تتبع إداريّاً لمحافظة ريف دمشق منطقة دوما ناحية النشابية، بلغ تعداد سكانها 782 نسمة حسب التعداد السكاني لعام 2004.